# Сымин
Сыми́н (кит. упр. 思明, пиньинь Sīmíng) — район городского подчинения города субпровинциального значения Сямэнь провинции Фуцзянь (КНР).

## История
Исторически эти места были частью уезда Тунъань (同安县). Во время маньчжурского завоевания Китая на острове Сямэнь обосновался Чжэн Чэнгун, выступавший на стороне империи Мин, и в 1650 году создал здесь Сыминскую область (思明州), название которой можно перевести как «помнить о Мин». После перехода этих мест под власть империи Цин Сыминская область была в 1680 году ликвидирована.
После Синьхайской революции новыми республиканскими властями порт Сямэнь и прилегающие острова были в 1912 году выделены из уезда Тунъань в отдельный уезд Сымин (思明县). В 1915 году острова были выделены в отдельный уезд Цзиньмэнь. В апреле 1935 года был официально создан город Сямэнь.
В 1938 году Сямэнь был оккупирован японскими войсками, и оставался под японской оккупацией вплоть до конца войны. В 1945 году остров Гуланъюй стал отдельным районом Гуланъюй (鼓浪屿区) а на острове Сямэнь напротив него был образован Западный район (西区). В 1948 году Западный район был переименован в район Кайюань (开元区). На завершающем этапе гражданской войны эти места были заняты войсками коммунистов осенью 1949 года, и Сямэнь стал городом провинциального подчинения.
В 1966 году, в годы культурной революции, район Кайюань был переименован в район Дунфэн (东风区, «ветер с Востока»), но после её окончания ему в 1979 году было возвращено прежнее название.
Постановлением Госсовета КНР от 26 апреля 2003 года районы Кайюань и Гуланъюй были объединены в район Сымин.

## Административное деление
Район делится на 10 уличных комитетов.